# Durell
Denna artikel handlar om släkten Durell. Se också datorspelsutvecklarna Durell Software.
Durell, släkt, introducerad på svenska Riddarhuset som adlig ätt nr 422.
Släkten härstammar från borgmästaren i Jönköping Måns Jönsson (död 1603-1606). Hans son Nils Månsson var riksdagsman, industriman och borgmästare i Norrköping. Av hans söner blev Magnus Nilsson Durelius, 1648 adlad Durell och hans yngre bröder Peter Nilsson Durelius, Johan Nilsson och Nils Nilsson adlade Duréel 1654. Magnus slöt själv sin ätt.

## Personer med namnet
- Birgitta Durell (1619–1683), företagare
- Magna Birgitta Durell (1753–1709), företagare
- Magnus Durell (1617–1677), ämbetsman och diplomat